# 达维德·波波维奇
达维德·波波维奇（羅馬尼亞語：David Popovici，羅馬尼亞語發音：['david 'popovit͡ʃʲ]，2004年9月15日—）生于布加勒斯特，是一名罗马尼亚男子游泳运动员，主攻自由泳。

## 生平
他出生于布加勒斯特，在四岁时开始接触游泳，当时他的父母和医生为了帮助他矫正背部，鼓励他学习游泳。十岁时，他首次打破全国纪录。
2021年，他出战2020东京奥运三个小项的比赛，最好成绩为男子200公尺自由泳的第四名，奥运后，有美国的大学一度向他发出邀请，然而他婉拒了邀请，决定继续留在罗马尼亚。2022年6月，他出战世界游泳锦标赛，获得男子100公尺自由泳和男子200公尺自由泳冠军，成为首位获得世界长池游泳锦标赛冠军的罗马尼亚男选手。同年8月，他出战欧洲游泳锦标赛，在男子100公尺自由泳决赛上以46秒86的成绩，刷新该小项尘封13年的世界纪录。

## 個人生活
波波維奇從小就崇拜麥可·費爾普斯和伊恩·索普。他還表示，受到佛洛伊德·梅威瑟的啟發，遵循梅威瑟的訓練方法和他激勵自己的方式。2021年12月，波波維奇與Arena簽訂代言協議。

## 外部連結
- 大衛·波波維奇在FINA（英语）
- 大衛·波波維奇在SwimRankings.net（英语）
- 大衛·波波維奇在Olympics.com（英语）
- 大衛·波波維奇在Olympedia（英语）
- 大衛·波波維奇在Romanian Olympic and Sports Committee（罗马尼亚语）
- 官方網站

| 紀錄                 | 紀錄                                                               | 紀錄          |
| -------------------- | ------------------------------------------------------------------ | ------------- |
| 前任： 塞萨尔·西埃洛 | 男子100米自由泳世界纪录保持者（長池） 2022年8月13日至2024年2月11日 | 繼任： 潘展乐 |